# Stevensia farinosa
Stevensia farinosa är en måreväxtart som beskrevs av Attila L. Borhidi. Stevensia farinosa ingår i släktet Stevensia och familjen måreväxter. Inga underarter finns listade i Catalogue of Life.